# 酒井俊雄
酒井 俊雄（さかい としお、1898年（明治31年）6月25日 - 1982年（昭和57年）8月5日）は、愛知県津島市出身の弁護士。衆議院議員を2期務めた。

## 経歴
愛知県名古屋市東区生まれ。1918年（大正7年）、岡崎師範学校（現・愛知教育大学）を卒業。1929年（昭和4年）中央大学専門部法律科卒業、小学校訓導となる。その後、高等試験司法科試験に合格して、1934年（昭和9年）弁護士となり、税務代理士（現税理士）も務めた。
愛知県臨時社会調査員、同方面委員を務めた。1946年（昭和21年）4月の第22回衆議院議員総選挙に愛知県第2区から出馬して当選。1947年（昭和22年）4月の第23回総選挙に愛知県第4区から国民協同党所属で出馬して当選し、衆議院議員を連続2期務めた。この間、協同民主党政調会法制部長、国民協同党政調会司法部長、同党中央委員などを務めた。その後、第24回総選挙に立候補したが落選した。
1982年8月、国立名古屋病院（現国立病院機構名古屋医療センター）で、気管支炎により死去した。